# Одесский завод тяжёлого весостроения
Одесский завод тяжёлого весостроения (укр. Одеський завод важкого вагобудування) — промышленное предприятие в Одессе.

## История
Предприятие было создано в 1882 году как частный весовой завод, который выпускал товарные, вагонные, тележные, багажные и другие весы. В 1897 году завод вошёл в состав Бельгийского общества Одесских металлических заводов, численность работников предприятия в это время составляла 100—120 человек.
В 1905—1906 гг. рабочие завода принимали активное участие в революции.
19 марта 1917 года по решению Одесского Совета на промышленных предприятиях Одессы (в том числе, на весовом заводе) был введён 8-часовой рабочий день.
В 1918 году завод был национализирован и получил новое наименование: 1-й государственный весовой завод, рабочие завода участвовали в установлении Советской власти в Одессе. Во время гражданской войны предприятие пострадало, но в 1920 началось его восстановление. В 1922 году заводу было присвоено имя П. И. Старостина.
В первые пятилетки завод освоил производство промышленных технологических весов для взвешивания мульд, проката и иной продукции металлургических предприятий, в 1933 году — электровагонов-весов. В соответствии с вторым пятилетним планом развития народного хозяйства СССР в 1933 году начались работы по реконструкции и расширению завода.
После начала Великой Отечественной войны в связи с приближением к городу линии фронта в начале июля 1941 года в Одессе началось создание истребительных батальонов и частей народного ополчения, в которые вместе с рабочими других одесских предприятий вступили рабочие завода им. Старостина, они участвовали в обороне Одессы. В ходе боевых действий и во время оккупации завод серьёзно пострадал и должен был быть полностью разрушен перед отступлением немецко-румынских войск. Однако одесские партизаны и подпольщики при помощи солдат словацкого запасного полка (который находился в Одессе с октября 1943 года и с солдатами которого установили контакты одесские подпольщики) спасли завод от разрушения.
В 1944 году начались работы по восстановлению и реконструкции предприятия и спустя год восстановленный завод выпустил первую продукцию (100-тонные вагонные и 15-тонные автомобильные весы, которые были отправлены на шахты Донбасса). Также, здесь были проведены подготовительные работы к выпуску электровагонов-весов и специальных крановых циферблатов. В июне 1945 года завод начал изготавливать крановые 5-тонные весы для черной металлургии.
В 1956 году основной продукцией предприятия стали тяжёлые весы и завод получил новое наименование — «Одесский завод тяжёлого весостроения имени П. И. Старостина».
В 1978 году завод стал головным предприятием одесского производственного объединения «Точмаш».
По состоянию на начало 1980 года, завод выпускал уникальное технологическое весоизмерительное и весодозировочное оборудование тяжёлого типа для предприятий чёрной и цветной металлургии, горнорудной, коксохимической, химической и иных отраслей промышленности, а также автомобильные, железнодорожные, крановые и другие весы общего назначения.
9 декабря 1982 года Одесский завод тяжёлого весостроения им. П. И. Старостина был награждён орденом Трудового Красного Знамени.
В мае 1995 года Кабинет министров Украины включил завод в перечень предприятий, подлежащих приватизации в течение 1995 года, после чего государственное предприятие было преобразовано в открытое акционерное общество.